# Nymphoides elegans
Nymphoides elegans är en vattenklöverväxtart som beskrevs av A. Raynal. Nymphoides elegans ingår i släktet sjögullssläktet, och familjen vattenklöverväxter. Inga underarter finns listade i Catalogue of Life.